# RP-3
O RP-3 (Rocket Projectile 3 inch) foi um foguete não guiado britânico, usado durante e após a Segunda Guerra Mundial. Embora fosse principalmente usado em ataques ar-solo, foi também usado em outras áreas como, por exemplo, ar-ar. O RP-3 foi frequentemente usado por caça-bombardeiros em ataques realizados contra tanques, comboios, edifícios, transporte motorizados, e no caso das aeronaves que combatiam pela Marinha Real Britânica, foram também usados contra submarinos e navios alemães. O número "3" referia-se ao diâmetro (3 polegadas) do foguete. Uma aeronave como o Hawker Typhoon podia carregar oito deles.